# Đại học Oklahoma
Đại học Oklahoma là một trường đại học nghiên cứu công lập nam nữ học chung tại thành phố Norman, bang Oklahoma, Hoa Kỳ. Đây là trường đại học lớn nhất bang Oklahoma.
Được thành lập vào năm 1890, nó tồn tại ở Lãnh thổ Oklahoma gần Lãnh thổ Indian gần 17 năm trước khi hai đơn vị này trở thành tiểu bang Oklahoma. Tính đến năm 2007, trường đại học có 29.931 sinh viên theo học, phần lớn học ơ khuôn viên chính tại thành phố Norman. Trường có gần 3.000 giảng viên, trường cung cấp 152 chương trình cử nhân, 160 chương trình thạc sĩ, 75 chương trình tiến sĩ, và 20 chuyên ngành ở cấp độ chuyên nghiệp đầu tiên David Boren, một cựu Thượng nghị sĩ và thống đốc bang Oklahoma, đã giữ chức Chủ tịch của Đại học Oklahoma từ năm 1994.
Trường được xếp hạng nhất bình quân đầu người giữa các trường đại học công trong tuyển sinh National Merit Scholar và giữa các top ten trong tốt nghiệp của Rhodes Scholars. Tạp chí PC và Princeton Review. Đánh giá nó một trong những "20 Most Wired Colleges" trong năm 2006 và 2008, còn Carnegie Foundation xếp hạng trường này là một đại học nghiên cứu với "hoạt động nghiên cứu rất cao." Nằm trong khuôn viên trường Norman của nó là hai bảo tàng nổi bật, Bảo tàng các Bảo tàng Nghệ thuật Fred Jones Jr., chuyên về các tác phẩm chủ nghĩa ấn tượng Pháp và người Mỹ bản xứ và Bảo tàng Lịch sử Tự nhiên Sam Noble Oklahoma chuyên về lịch sử tự nhiên Oklahoma.